# EFTA-Gerichtshof
Der EFTA-Gerichtshof ist ein supranationaler Gerichtshof für die EFTA-Staaten. Er wurde von der Europäischen Union nach dem Beitritt der drei EFTA-Mitgliedstaaten Norwegen, Island und Liechtenstein zum Europäischen Wirtschaftsraum (EWR) errichtet, um die einheitliche Anwendung des EU-Rechts in diesen drei Staaten zu sichern. Er hat ebenso wie der Europäische Gerichtshof (EuGH) seinen Sitz in Luxemburg. Gegründet wurde er 1994 auf der Grundlage des Abkommens über den EWR.

## Rechtsgrundlagen und Zuständigkeit
Rechtsgrundlage für die Einsetzung des EFTA-Gerichtshofes ist insbesondere Art. 108 Abs. 2 des EWR-Abkommens mit allen hierzu ergangenen und beschlossenen Protokollen und Ergänzungen.
Die Bestimmungen des EWR-Abkommens sind bei der Durchführung und Anwendung durch den EFTA-Gerichtshof im Einklang mit den einschlägigen Entscheidungen auszulegen, die der Europäische Gerichtshof (EuGH) bereits vor dem Zeitpunkt der Unterzeichnung des EWR-Abkommens am 2. Mai 1992 erlassen hat.
Der EFTA-Gerichtshof ist zuständig für
- Klagen wegen des die EFTA-Staaten betreffenden Überwachungsverfahrens,
- Rechtsmittel gegen Entscheidungen der EFTA-Überwachungsbehörde in Wettbewerbssachen und
- die Beilegung von Streitigkeiten zwischen zwei oder mehr EFTA-Staaten.[5]

Die Tätigkeit des Gerichtshofs ist in einer Satzung geregelt.

## Homogenität der Rechtsauslegung
Durch das Bestehen zweier supranationaler Gerichte (EFTA-Gerichtshof und EuGH), die beide im Rahmen des Europäischen Binnenmarktes zur Rechtsprechung berufen sind, stellt die Vermeidung von Divergenzen in der Judikatur dieser Gerichtshöfe eine besondere Herausforderung dar.
Zur Vermeidung solcher Judikaturdivergenzen zwischen EuGH und EFTA-Gerichtshof wurde eine ständige Information des Gemeinsamen EWR-Ausschusses vorgesehen, damit die Entwicklung der Rechtsprechung homogen verläuft (Art. 105 Abs. 1 EWR-Abkommen).
Gemäß Art. 105 Abs. 2 EWR-Abkommen verfolgt der EWR-Ausschuss „ständig die Entwicklung der Rechtsprechung des Gerichtshofs der Europäischen Gemeinschaften und des in Art. 108 Abs. 2 (EWR-Abkommen) genannten EFTA-Gerichtshofs. Zu diesem Zweck werden die Urteile dieser Gerichte dem Gemeinsamen EWR-Ausschuss übermittelt; dieser setzt sich dafür ein, dass die homogene Auslegung des Abkommens gewahrt bleibt“.

„Gelingt es dem Gemeinsamen EWR-Ausschuss nicht, innerhalb von zwei Monaten, nachdem ihm eine Abweichung in der Rechtsprechung der beiden Gerichte vorgelegt wurde, die homogene Auslegung des Abkommens zu wahren, so können die Verfahren des Art. 111 angewendet werden.“

Dadurch, dass beide Gerichte weisungsfrei und unabhängig sind, ist eine direkte Einflussnahme nicht möglich und muss der oben bezeichnete Weg beschritten werden. Durch den gegenseitigen Austausch von Informationen über
- Urteile des EFTA-Gerichtshofs,
- des Gerichtshofs der Europäischen Gemeinschaften und
- des Gerichts erster Instanz der Europäischen Gemeinschaften sowie der
- Gerichte letzter Instanz der EFTA-Staaten

über den gemeinsamen EWR-Ausschuss soll die einheitliche Auslegung des EWR-Abkommens bei voller Wahrung der Unabhängigkeit der Gerichte weiters gesichert werden (Art. 106 Abs. 1 EWR-Abkommen).
Die EFTA-Staaten können zudem auch einem nationalen Gericht oder Gerichtshof gestatten, „den Gerichtshof der Europäischen Gemeinschaften zu ersuchen, über die Auslegung einer EWR-Bestimmung zu entscheiden“ (Art. 107 EWR-Abkommen).

## Richter
Der EFTA-Gerichtshof setzt sich derzeit aus drei Richtern zusammen, je einem aus den EFTA-Staaten, die dem EWR beigetreten sind (Norwegen, Liechtenstein und Island).
Seit 1. Januar 2018 ist Páll Hreinsson (für Island in den EFTA-Gerichtshof entsandt) Präsident des EFTA-Gerichtshofes. Die beiden anderen Richter sind Michael Reiertsen (Norwegen, seit 2023) und Bernd Hammermann (Liechtenstein, seit 2018).
Die Amtszeit eines Richters beträgt sechs Jahre. Die Aufgabe des EFTA-Gerichtshofes ist die Auslegung des EWR-Abkommens für die EFTA-Staaten. Er ist damit das Pendant zum EuGH, der hierfür auf EU-Seite zuständig ist. Seit der Gründung 1994 wurden mehr als 280 Fälle registriert.